# Martin Ødegaard
Martin Ødegaard (ur. 17 grudnia 1998 w Drammen) – norweski piłkarz występujący na pozycji pomocnika w angielskim klubie Arsenal oraz w reprezentacji Norwegii, której jest kapitanem.

## Kariera piłkarska
Jako piłkarz Strømsgodset zadebiutował 13 kwietnia 2014 roku, w wieku 15 lat, zostając tym samym najmłodszym debiutantem w historii Tippeligaen. 16 maja tego samego roku został także najmłodszym strzelcem bramki w norweskiej ekstraklasie. 
22 stycznia 2015 roku został zawodnikiem Realu Madryt.. Decyzją władz klubu do końca sezonu 14/15 miał występować w Realu Madryt B, ale treningi odbywać z pierwszą drużyną. 23 maja 2015 zadebiutował w pierwszej drużynie Realu Madryt w meczu 38 kolejki Primera Division z Getafe wygranym przez Real (7:3). 
Kolejne trzy lata spędził na grze w Eredivisie, będąc piłkarzem Sc Heerenveen i Vitesse Arnhem. W lipcu 2019 został wypożyczony na okres dwóch lat do Realu Sociedad San Sebastian. Wysoka forma zawodnika spowodowała, skrócenie przez Madrytczyków wypożyczenia, już po roku. Po powrocie do klubu, nękany urazami Norweg nie znalazł uznania u trenera Zinedine Zidane, czego skutkiem było powtórne wypożyczenie, tym razem do Arsenalu. 
20 sierpnia 2021 r. Arsenal ogłosił podpisanie na stałe Ødegaarda z Realu Madryt w umowie o wartości 35 milionów euro, z potencjalnymi dodatkami do około 40 milionów euro. Ødegaard podpisał czteroletnią umowę do 2025 roku, z możliwością przedłużenia na piąty rok. 30 lipca 2022 został nowym kapitanem zespołu.

## Kariera reprezentacyjna
Ødegaard zadebiutował w reprezentacji Norwegii 27 sierpnia 2014 roku podczas towarzyskiego spotkania ze Zjednoczonymi Emiratami Arabskimi, stając się w wieku 15 lat i 253 dni najmłodszym debiutantem w norweskiej kadrze A. 13 października stał się też najmłodszym zawodnikiem, który wystąpił w eliminacjach do Mistrzostw Europy.
W marcu 2021 roku, został wybrany kapitanem reprezentacji narodowej.

## Statystyki kariery

### Klubowe
(Aktualne na 23 marca 2025)
| Klub                 | Sezon              | Liga  | Liga   | Puchar kraju | Puchar kraju | Puchar Ligi | Puchar Ligi | Europa | Europa | Inne  | Inne   | Suma  | Suma   |
| Klub                 | Sezon              | Mecze | Bramki | Mecze        | Bramki       | Mecze       | Bramki      | Mecze  | Bramki | Mecze | Bramki | Mecze | Bramki |
| -------------------- | ------------------ | ----- | ------ | ------------ | ------------ | ----------- | ----------- | ------ | ------ | ----- | ------ | ----- | ------ |
| Strømsgodset         | 2014               | 23    | 5      | 1            | 0            | -           | -           | 1      | 0      | –     | –      | 25    | 5      |
| Real Madryt B        | 2014/2015          | 11    | 1      | –            | –            | –           | –           | –      | –      | –     | –      | 11    | 1      |
| Real Madryt B        | 2015/2016          | 34    | 1      | –            | –            | –           | –           | –      | –      | 4     | 0      | 38    | 1      |
| Real Madryt B        | 2016/2017          | 13    | 3      | –            | –            | –           | –           | –      | –      | –     | –      | 13    | 3      |
| Real Madryt B        | Łącznie            | 58    | 5      | –            | –            | –           | –           | –      | –      | 4     | 0      | 62    | 5      |
| Real Madryt          | 2014/2015          | 1     | 0      | 0            | 0            | -           | -           | 0      | 0      | 0     | 0      | 1     | 0      |
| Real Madryt          | 2015/2016          | 0     | 0      | 0            | 0            | -           | -           | 0      | 0      | –     | –      | 0     | 0      |
| Real Madryt          | 2016/2017          | 0     | 0      | 1            | 0            | -           | -           | 0      | 0      | 0     | 0      | 1     | 0      |
| Real Madryt          | 2020/2021          | 7     | 0      | –            | –            | -           | -           | 2      | 0      | –     | –      | 9     | 0      |
| Real Madryt          | Łącznie            | 8     | 0      | 1            | 0            |             |             | 2      | 0      | 0     | 0      | 11    | 0      |
| Heerenveen (wyp.)    | 2016/2017          | 14    | 0      | 1            | 0            | -           | -           | –      | –      | 2     | 1      | 17    | 2      |
| Heerenveen (wyp.)    | 2017/2018          | 24    | 2      | 2            | 0            | -           | -           | –      | –      | 0     | 0      | 26    | 2      |
| Heerenveen (wyp.)    | Łącznie            | 38    | 2      | 3            | 0            |             |             | 0      | 0      | 2     | 1      | 43    | 3      |
| Vitesse (wyp.)       | 2018/2019          | 31    | 8      | 4            | 2            | -           | -           | –      | –      | 4     | 1      | 39    | 11     |
| Real Sociedad (wyp.) | 2019/2020          | 31    | 4      | 5            | 3            | -           | -           | –      | –      | –     | –      | 36    | 7      |
| Arsenal              | 2020/2021(wyp.)    | 14    | 1      | –            | –            | -           | -           | 6      | 1      | –     | –      | 20    | 2      |
| Arsenal              | 2021/2022          | 36    | 7      | 1            | 0            | 3           | 0           | –      | –      | –     | –      | 40    | 7      |
| Arsenal              | 2022/2023          | 37    | 15     | 1            | 0            | 0           | 0           | 7      | 0      | –     | –      | 45    | 15     |
| Arsenal              | 2023/2024          | 35    | 8      | 1            | 0            | 2           | 1           | 9      | 2      | 1     | 0      | 48    | 11     |
| Arsenal              | 2024/2025          | 21    | 2      | 1            | 0            | 3           | 0           | 7      | 3      | -     | -      | 32    | 5      |
| Arsenal              | Łącznie            | 143   | 33     | 4            | 0            | 8           | 1           | 29     | 6      | 1     | 0      | 185   | 40     |
| Łącznie w karierze   | Łącznie w karierze | 332   | 58     | 18           | 5            | 8           | 1           | 32     | 6      | 11    | 2      | 401   | 71     |

## Sukcesy

### Real Sociedad
- Puchar Króla: 2019/2020

### Arsenal
- Tarcza Wspólnoty: 2023

### Wyróżnienia
- Debiutant roku Idrettsgallaen: 2014
- Najlepszy młody piłkarz Tippeligaen: 2014
- Najlepszy piłkarz Norwegii: 2018